# Feritin
Feritín je globularna beljakovina, sestavljena iz 24 podenot, ki predstavlja v evkariontskih in prokariontskih organizmih poglavitno skladiščno mesto za železo. Železovi ioni so v kompleksu s feritinom v topni in netoksični obliki. Kadar je feritin prost, brez vezanega železa, govorimo o apoferitinu.

## Opis
Feritin je sestavjen iz 24 beljakovinskih podenot, ki so pri vretenčarjih dolge 19–21 kDa in jih delimo v dve skupini: lahko in težko. Pri rastlinah in bakterijah so vse beljakovinske enote lahkega tipa. 
V sredini beljakovinskega kompleksa se skladišči železo v obliki hidroksidnih in fosfatnih kristalov. Ena molekula feritina lahko vsebuje okoli 4500 železovih ionov v feri-obliki (Fe3+).

## Funkcije
Prosto železo je sicer za celice toksično in zato je organizem ustvaril zaščitni mehanizem, ki veže proste železove ione. V celicah se železo tako skladišči v obliki feritina in tudi hemosiderina. Slednji nastane z agregiranjem feritinskih molekul. Železo se iz feritina in hemosiderina v primeru potreb organizma zopet sprošča; lažje se sprosti iz feritina kot iz hemosiderina. 
Pomembno vlogo ima tudi pri zaščiti epitelija roženice pred ultravijočnimi žarki (UV). Prosti železovi ioni Fe2+ so katalitično aktivni in katalizirajo Fentonovo reakcijo, tj. pretvorbo vodikovega peroksida (H2O2) in superoksidov (O2-) v hidroksilne anione (OH-) in hidroksilne radikale (OH•), od katerih so slednji najbolj reaktivni prosti radikali; Fe2+ se pri tem oksidira v Fe3+. Ti radikali močno ojačajo škodljive učinke UV svetlobe na DNK, poleg tega pa kompleksi železov ion(i)-DNK bolje absorbirajo to svetlobo: posledic obojega je torej nastanek različnih mutacij. Zaradi tega so v jedru celic prisotni t. i. jedrni ali nuklearni feritini, ki praktično delujejo kot kelatorji železovih ionov in tako ščitijo DNK pred poškodbami. Incidenca rakastih obolenj na epiteliju roženice je na ta način praktično zanemarljiva v primerjavi s kožnimi raki.

## Klinični pomen
Serumska koncentracija feritina korelira s količino telesnih zalog železa in je zato pogost pokazatelj zalog železa v organizmu v laboratorijskem testiranju. Za osebo moškega spola je normalna koncentracija feritina od 12-300 ng/mL, za osebo ženskega spola pa od 12-150 ng/mL. Nižja kot je koncentracija feritina v telesu, večja je verjetnost, da osebi primanjkuje železa. Največ feritina je v ledvicah, vranici in kostnem mozgu.